# Quinssaines
Quinssaines – miejscowość i gmina we Francji, w regionie Owernia-Rodan-Alpy, w departamencie Allier.

## Demografia
Według danych na rok 1990 gminę zamieszkiwało 1071 osób, a gęstość zaludnienia wynosiła 42 osoby/km². W styczniu 2015 r. Quinssaines zamieszkiwało 1445 osób, przy gęstości zaludnienia wynoszącej 56,7 osób/km².